# ティンプレ
ティンプレとは、スペインのカナリア諸島に古くから伝わる5弦の撥弦楽器である。

## 概要
ラ・パルマ島やテネリフェ島北部では、多くのティンプレ奏者が5弦目を省略して4限ウクレレと称し演奏している奏者がいるが、5弦ウクレレの奏者などには、伝統的ではないと思われている。
ティンプレ奏者（ティムプリスタ）として注目されている人物は、のは、ランサローテ島出身のBenito Cabrera、グラン・カナリア島出身のJosé Antonio Ramos、Totoyo Millares、Germán López、テネリフェ島のPedro Izquierdoらが注目されている。

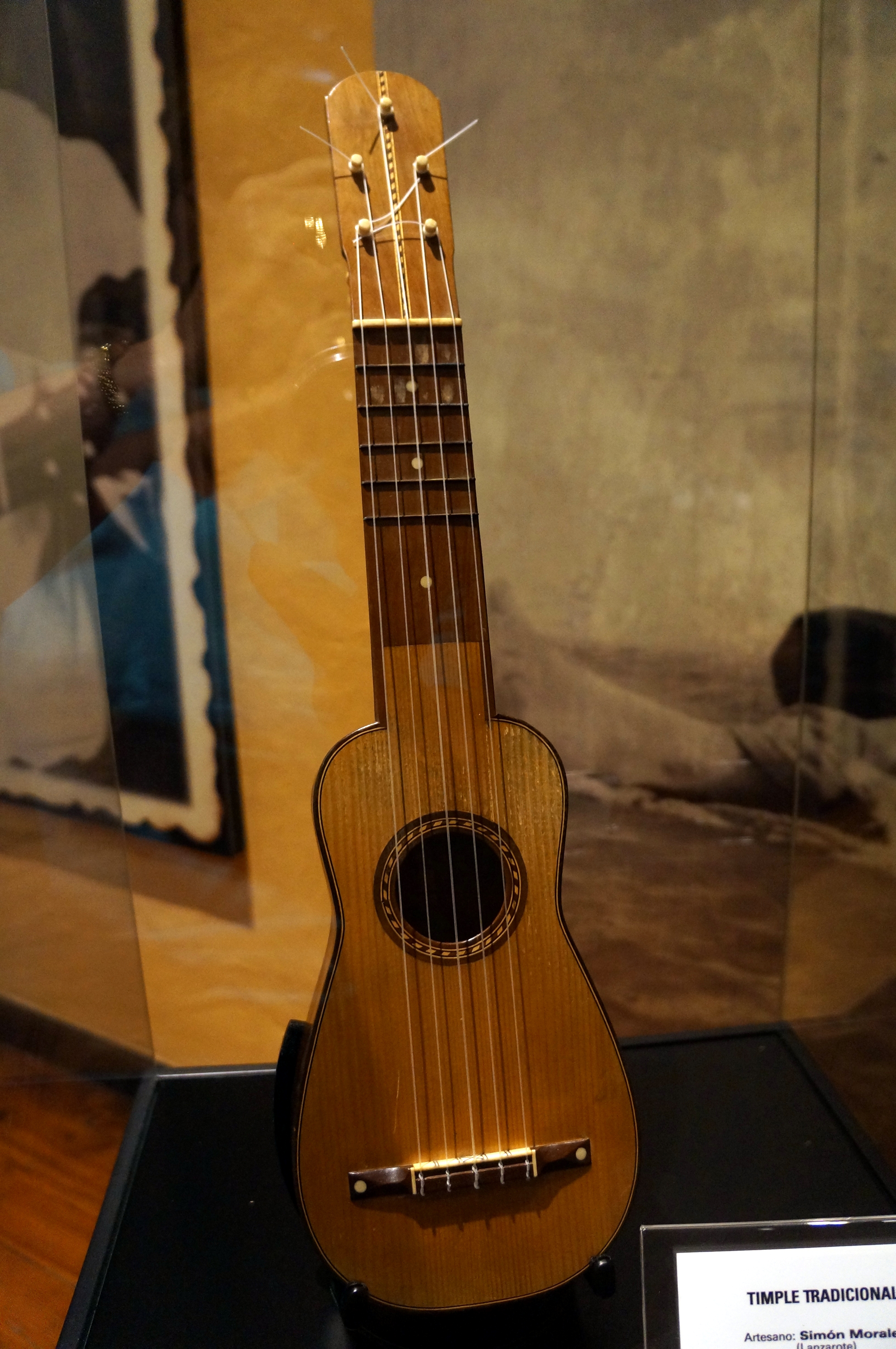
スペインのランサローテ島の伝統的なティンプレ
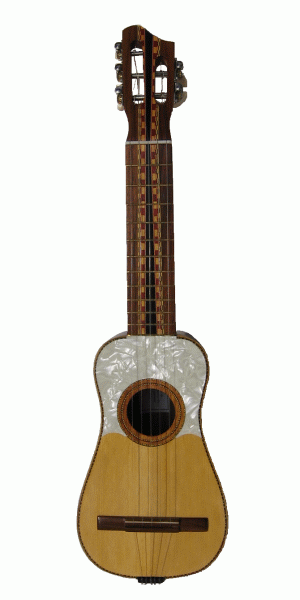
正面から見たティンプレ
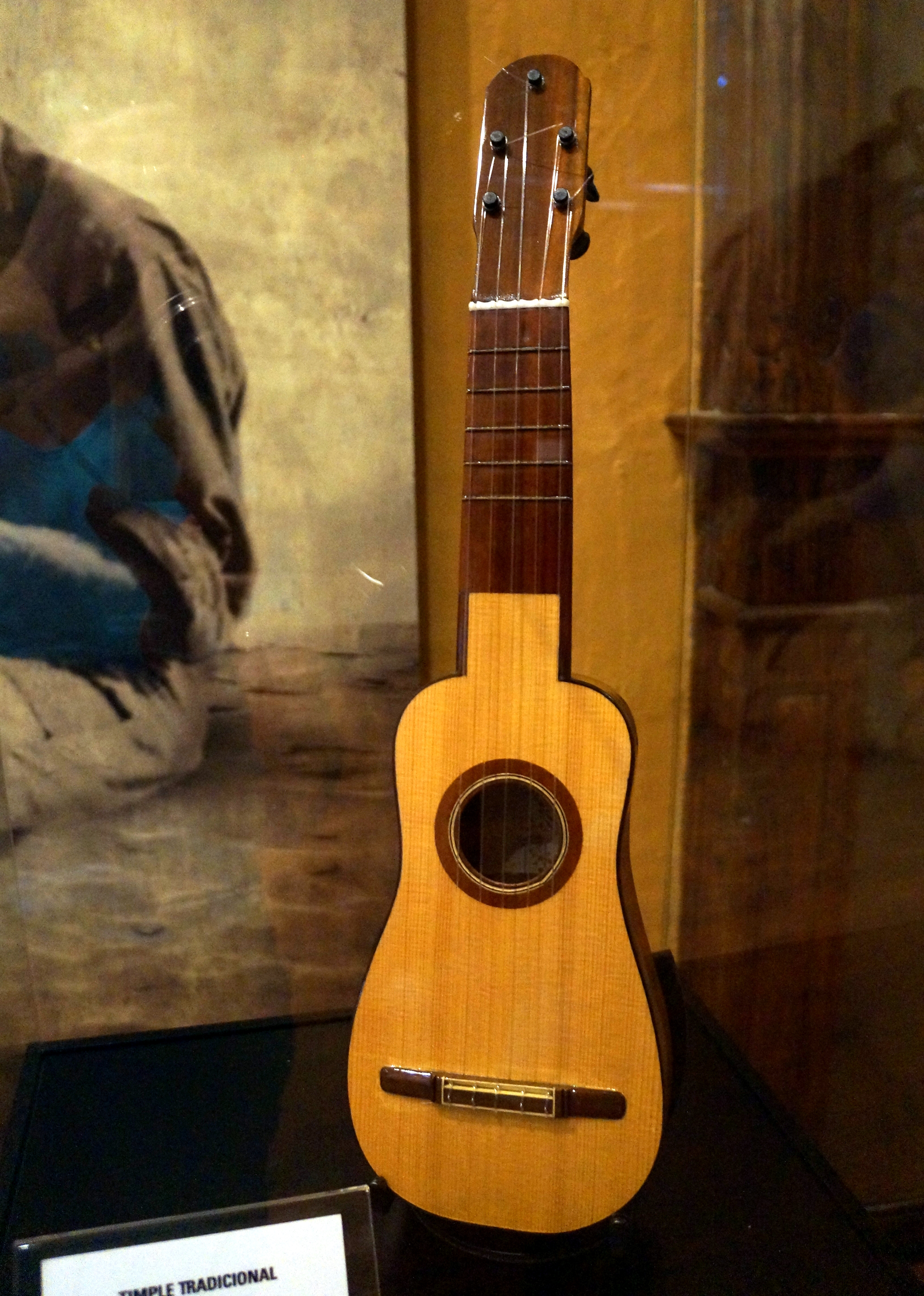
伝統的なティンプレ
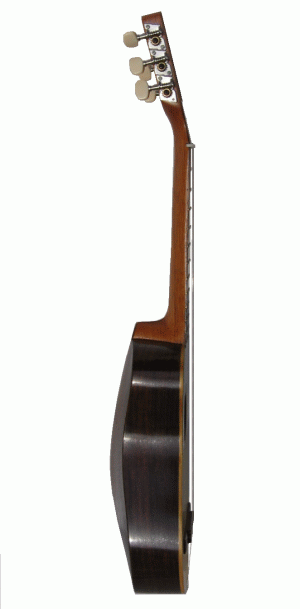
横から見たティンプレ